# Poa confinis
Poa confinis är en gräsart som beskrevs av George Vasey. Poa confinis ingår i släktet gröen, och familjen gräs. Inga underarter finns listade i Catalogue of Life.